# Pygophora xanthogaster
Pygophora xanthogaster är en tvåvingeart som beskrevs av Crosskey 1962. Pygophora xanthogaster ingår i släktet Pygophora och familjen husflugor.
Artens utbredningsområde är Sri Lanka. Inga underarter finns listade i Catalogue of Life.